# Spoorlijn Bedburg - Ameln
De spoorlijn Bedburg - Ameln was een spoorlijn tussen Bedburg en Ameln in de Duitse deelstaat Noordrijn-Westfalen. De lijn was als spoorlijn 2582 onder beheer van DB Netze.

## Geschiedenis
Het traject werd door Bergheimer Kreisbahn tussen 1898 en 1899 geopend. In 1953 werd het personenverkeer opgeheven, in 1966 het goederenverkeer.

## Huidige toestand
De gehele lijn is thans opgebroken.

## Aansluitingen
In de volgende plaatsen was er een aansluiting op de volgende spoorlijnen:
Bedburg
DB 2580 spoorlijn tussen Düren en Neuss
DB 2581 spoorlijn tussen Bedburg en de aansluiting Martinswerk
Ameln
DB 2571 spoorlijn tussen Hochneukirch en Stolberg